# Фудбалски савез Норвешке
Фудбалски савез Норвешке (норв. Norges Fotballforbund; NFF) је главна фудбалска организација у Норвешкој.
Фудбалски савез основан је 1902. године. Члан је Светске фудбалске федерације ФИФА од 1908, а Европске фудбалске уније УЕФА од 1954. године.
Клуб са најдужом традицијом је Конгсвингер, основан 1892. године. Прволигашко такмичење организује се од 1937. године. Први шампион био је клуб Фредрикстад. Најуспешнији клуб је Розенборг. Национални куп игра се од 1902. године. Највише трофеја је освојио Гренланд.
Прву међународну утакмицу репрезентација је одиграла 198. године у Гетеборгу Шведска-Норвешка 11:3. Боја дресова репрезентације је црвена. Национални тим је три пута учествовао на на светским првенствима (1938, 1994, 1998)